# Михалек, Милан
Ми́лан Ми́халек (чеш. Milan Michálek; 7 декабря 1984, Чехословакия) — чешский хоккеист, левый нападающий.

## Биография
Воспитанник клуба «Ческе-Будеёвице». В конце сезона 2000/01 дебютировал в чешской Экстралиге за родной клуб. В 16 лет Михалек уже стабильно играл в основном составе, считался одним из самых талантливых хоккеистов Чехии своего года рождения, на него претендовали многие клубы НХЛ перед драфтом.
На драфте НХЛ 2003 года был выбран в первом раунде под общим шестым номером клубом «Сан-Хосе Шаркс».
Дебютировал в НХЛ в сезоне 2003/04. Уже в первом матче, 9 октября 2003 года забросил свою первую шайбу в НХЛ, поразив ворота «Эдмонтон Ойлерз». Во второй игре 11 октября получил травму колена. После операции стал играть в АХЛ за «Кливленд Бэронс». 22 января 2004 года снова травмировал колено. Из-за травмы пропустил остаток сезона и полностью следующий сезон. В сезоне 2005/06 Михалек вернулся на лёд и играл за «Сан-Хосе». Особенно удачным для него получился сезон 2006/07, он набрал 66 очков (26 шайб и 40 передач), установив личные рекорды в НХЛ по набранным очкам и голевым передачам за один сезон.
12 сентября 2009 года Михалек вместе с Джонатаном Чичу был обменян на Дэни Хитли в команду «Оттава Сенаторз». Дважды в своей заокеанской карьере он делал хет-трик. 15 октября 2009 года в матче против «Тампы-Бэй Лайтнинг» забросил 3 шайбы (причём 2 из них в численном меньшинстве) и помог «Оттаве» одержать победу со счётом 7:1. 6 марта 2012 года в матче тех же самых команд, «Оттавы» и «Тампы-Бэй», Милан Михалек набрал 4 очка (3 шайбы и 1 передачу) и был признан первой звездой матча, который «сенаторы» выиграли 7:3. Примечательно, что все свои 3 шайбы Михалек забил в последние 8 минут матча (на 53-й, 59-й и 60-й минутах). В сезоне 2011/12 Михалек установил свой личный рекорд по забитым голам (35) за один сезон.
9 февраля 2016 года в результате большого обмена (в котором было задействовано 9 хоккеистов, в частности Дион Фанёф) Михалек перешёл в другой канадский клуб, «Торонто Мейпл Лифс». Из-за травмы колена в начале сезона 2016/17 был отправлен в клуб АХЛ «Торонто Марлис». Там он обновил травму, выбыв на долгий срок.
В составе сборной Чехии Михалек дважды (в 2011 и 2012 годах) становился бронзовым призёром чемпионатов мира. Всего за чешскую сборную он провёл 54 игры, в которых набрал 22 очка (12 шайб и 10 передач).
Участник матча всех звёзд НХЛ (2012). В последние годы нигде не играл по причине травмы. Всего за карьеру в сборной и клубах провёл 1016 игр, набрал 555 очков (265 шайб + 290 передач).

## Достижения
Бронзовый призер чемпионатов мира 2011 и 2012 и чемпионата мира среди юниоров 2002

## Статистика
| Легенда | Легенда                    | Легенда | Легенда                   | Легенда | Легенда    |
| ------- | -------------------------- | ------- | ------------------------- | ------- | ---------- |
| И       | Количество проведённых игр | Штр     | Штрафное время            | +/−     | Плюс-минус |
| Г       | Голы                       | П       | Голевые передачи          | О       | Очки       |
| -       | Статистика неизвестна      | —       | Статистика не учитывалась |         |            |

## Семья
Родители Мария и Милан Михалек. Старший брат Збынек также хоккеист, защитник.
Жена — канадка ливанского происхождения Карен. У них двое детей.